# Крускал, Мартин
Мартин Дэвид Крускал (англ. Martin David Kruskal; 28 сентября 1925, Нью-Йорк — 26 декабря 2006, Принстон) — американский физик-теоретик и математик, член Национальной академии наук США (1980). В работах по физике плазмы и магнитной гидродинамике исследовал проблему устойчивости плазмы, важную для систем управляемого термоядерного синтеза (неустойчивость Крускала — Шварцшильда, критерий Крускала — Шафранова, принцип энергии), предсказал существование нелинейных стационарных плазменных волн (моды Бернстайна — Грина — Крускала). В общей теории относительности предложил систему координат, позволяющую наиболее полно описать метрику Шварцшильда (координаты Крускала — Секереша, диаграмма Крускала — Секереша). В области прикладной математики и математической физики был одним из пионеров теории солитонов: доказал солитонный характер решения уравнения Кортевега — де Фриза и предложил сам термин «солитон», заложил основы метода обратной задачи рассеяния, исследовал свойства уравнений Пенлеве.

## Биография
Мартин Дэвид Крускал родился в 1925 году в Нью-Йорке в семье оптового торговца мехом Джозефа Бернарда Крускала-старшего (англ. Joseph B. Kruskal, Sr., 1885—1949), уроженца Дерпта, и Лиллиан Оппенгеймер (1898—1992), получившей известность в качестве популяризатора искусства оригами и соосновательницы организации OrigamiUSA. Родители матери происходили из Кракова. Мартин был одним из пяти детей в семье, его братья Уильям и Джозеф тоже стали известными математиками. Крускал вырос в городе Нью-Рошелл, окончил школу Филдстон (англ. Fieldston High School) в Ривердейле и поступил в Чикагский университет, где в 1945 году получил степень бакалавра. Под влиянием Рихарда Куранта он перешёл в Институт математики при Нью-Йоркском университете, где работал младшим преподавателем (англ. assistant instructor) и в 1948 году получил магистерскую степень. В 1952 году Крускал защитил докторскую диссертацию на тему «Теорема о мостике для минимальных поверхностей» (англ. The bridge theorem for minimal surfaces), выполненную под руководством Куранта и Бернарда Фридмана (англ. Bernard Friedman).
С 1951 года Крускал был сотрудником проекта «Маттерхорн», который после рассекречивания в 1961 году был переименован в Принстонскую лабораторию физики плазмы. В том же 1961 году он стал профессором астрономии Принстонского университета, в 1968 году основал и возглавил программу прикладной и вычислительной математики, а в 1979 году получил пост профессора математики. После выхода в отставку в 1989 году Крускал перешёл на математический факультет Ратгерского университета, где занял кафедру математики имени Давида Гильберта (англ. David Hilbert Chair of Mathematics). Одновременно он состоял членом внешнего консультативного комитета Центра нелинейных исследований при Лос-Аламосской национальной лаборатории, а также с 1979 года и до конца жизни входил в совет директоров правозащитной организации под названием Комитет обеспокоенных учёных.
С 1950 года Крускал был женат на Лоре Лашински (англ. Laura Lashinsky), с которой познакомился в клубе любителей оригами своей матери. У них было трое детей — Карен, Керри и Клайд, которые стали  адвокатом, детской писательницей и специалистом по информатике соответственно. Мартин и Лора увлекались пешим туризмом и часто путешествовали вместе: он выступал на конференциях или посещал коллег, она же использовала эти поездки для пропаганды искусства оригами. Как его мать и жена, он тоже любил игры и головоломки и даже изобрёл карточный фокус, известный как подсчёт Крускала (англ. Kruskal count). Друзья Крускала Норман Забуски и Роберт Миура так вспоминали об особенностях его характера и образа жизни:

Страсть Мартина ко всему, что он делал, включая его исследования, была легендарной. Коллеги понимали, что его день часто начинался днём и заканчивался рано утром… В более старшем возрасте Мартин носил свою обычную футболку, шорты, рюкзак и «кобуру». Его младшие коллеги сегодня не узнали бы его в первые дни в Принстоне, когда он одевался консервативно, обычно приходя на работу в белой рубашке и брюках. И на семинарах в те давние дни он всегда сидел сзади со своим планшетом, поглощённый расчётами. Впоследствии он садился в первом ряду и забрасывал выступающего вопросами и комментариями.
Оригинальный текст (англ.)Martin's passion for everything he did, including his research, was legendary. Colleagues understood that his day often began in the afternoon and ended in the early morning hours... In his later years, Martin wore his usual T-shirt, shorts, backpack, and “holsters.” His younger colleagues today would not have recognized him in the early days at Princeton, when he dressed conservatively, usually coming to work in a white shirt and slacks. And at seminars in those earlier days, he always sat in the back with his clipboard, absorbed in calculations. More recently, however, he would sit in the front row and bombard the speaker with questions and comments.

Учёный скончался 26 декабря 2006 года от инсульта.

## Научная деятельность

### Физика плазмы

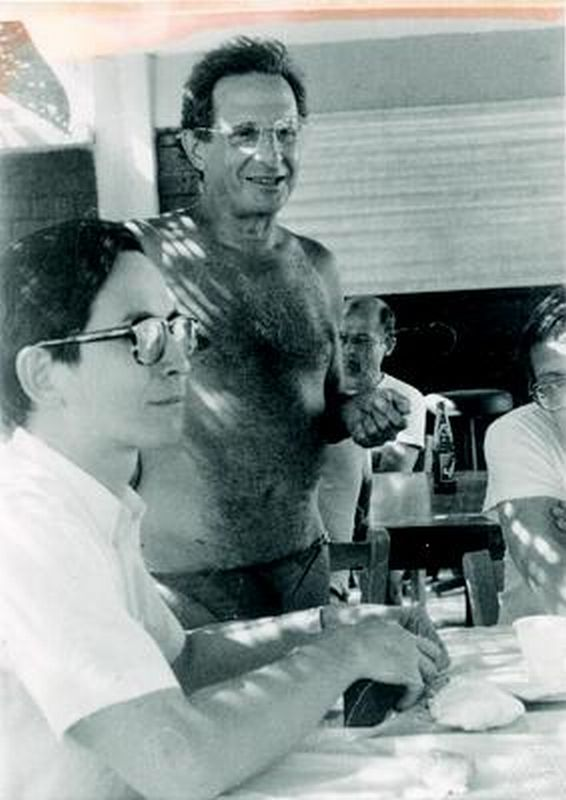
Мартин Крускал (стоит). Крит, 1983

В 1951 году Лайман Спитцер пригласил Мартина Крускала в секретный проект «Маттерхорн» для работы над теорией магнитного удержания плазмы в стеллараторе — предложенном незадолго до этого типе реакторов для управляемого термоядерного синтеза. В стеллараторе магнитная силовая линия, проходя вдоль тороидальной ловушки, одновременно проворачивается на некоторый угол, называемый углом вращательного преобразования, как следствие винтовой геометрии создающих магнитное поле проводников. В результате многократного обхода тора винтовая магнитная силовая линия плотно заполняет некоторую поверхность, называемую магнитной поверхностью. Задача, которая стояла в то время и которая до сих пор не решена до конца, заключается в поиске распределения источников магнитного поля, которые создавали бы внутри реактора систему вложенных магнитных поверхностей, не выходящих за пределы реактора, так что двигающиеся вдоль магнитных поверхностей заряженные частицы плазмы не выходили бы из реактора. В самом начале своей работы в проекте Крускал занимался расчётом магнитных поверхностей при малых значениях угла вращательного преобразования. В последующие годы он внёс значительный вклад в разработку проблемы устойчивости плазмы. Так, в 1954 году Крускал совместно с Мартином Шварцшильдом продемонстрировал неустойчивость плазмы, удерживаемой в поле тяжести с помощью магнитного поля (неустойчивость Крускала — Шварцшильда). Он также исследовал неустойчивость цилиндрического плазменного шнура с продольным электрическим током, давление в котором уравновешивается действием создаваемого током тороидального магнитного поля (линейный пинч, или z-пинч), относительно изгибных возмущений формы шнура. В 1958 году Крускал опубликовал выражение для наибольшего значения тока в цилиндрическом или, что практически более важно, свёрнутом в кольцо плазменном шнуре, при котором плазма ещё сохраняет устойчивость. Этот предел, имеющий большое значения для разработки токамаков, был независимо получен советским физиком Виталием Шафрановым и носит название критерия Крускала — Шафранова.
В ряде работ, опубликованных в 1958 году, Крускал с соавторами проанализировал проблему равновесия замагниченной плазмы. Так, совместно с Расселом Кулсрудом (англ. Russell Kulsrud) он показал, что равновесное состояние может быть найдено из условия стационарности энергии при варьировании параметров задачи. Вместе с Айрой Бернстайном, Эдом Фриманом (англ. Ed Frieman) и Кулсрудом он сформулировал так называемый «принцип энергии», согласно которому необходимым и достаточным условием магнитогидродинамической устойчивости является положительность второй вариации энергии, и продемонстрировал его применение к расчёту устойчивости для задач со сложной геометрией. Кроме того, Крускал и Карл Оберман (англ. Carl Oberman) разработали первый принцип кинетической энергии для случая бесстолкновительной плазмы. Сформулированные в этих работах принципы до сих пор используются для расчёта устойчивости в задачах магнитной гидродинамики.
В 1957 году Бернстайн, Джон М. Грин и Крускал показали, что в плазме могут существовать нелинейные электростатические волны, не испытывающие затухания Ландау. Такие волны по первым буквам первооткрывателей получили название мод БГК. Этот результат породил целое направление, посвящённое исследованию нелинейных волн в плазме. В работе 1962 года Крускал исследовал адиабатический инвариант задачи о частице в магнитном поле, продемонстрировал сохранение инвариантности во всех порядках разложения по малому параметру, а затем доказал это же свойство в более общем случае — для системы дифференциальных уравнений, все решения которых приблизительно периодичны.

### Общая теория относительности

Диаграмма Крускала — Секереша

В 1960 году в журнале Physical Review вышла статья Крускала, в которой было найдено максимальное аналитическое продолжение решения Шварцшильда и предложены координаты, в которых удобно его представлять. Аналогичные результаты в том же году получил Дьёрдь Секереш, а в учебники общей теории относительности (ОТО) вошли такие понятия, как координаты Крускала — Секереша и диаграмма Крускала — Секереша. Решение уравнений ОТО, полученное Карлом Шварцшильдом ещё в 1916 году, позволяет описать многие свойства сферически симметричных чёрных дыр, но при этом предсказывает наличие сингулярности, совпадающей с горизонтом событий. С помощью введения новых координат Крускал и Секереш смогли устранить эту сингулярность и полностью объяснить пространственно-временную структуру таких объектов. Более того, в статье Крускала содержалось первое решение типа «кротовой норы», связывающей две внешние по отношению к чёрной дыре области пространства.
Интересно, что статья Крускала на самом деле была написана Джоном Уилером. Известно, что Крускал сообщил тому о своих результатах где-то в 1956 или 1957 году, по-видимому, набросав их на салфетке во время обеда. В следующие несколько лет Уилер распространял новые идеи среди специалистов по ОТО, даже представил их на одной из конференций и лишь в 1960 году решил опубликовать их, написав работу от имени Крускала. Последний узнал об этом только после получения из журнала гранок.

### Нелинейные дифференциальные уравнения

Распад синусоидальной волны на солитоны, наблюдавшийся Забуски и Крускалом при численном решении уравнения КдФ

Крускал внёс значительный вклад в разработку методов решения и исследование свойств нелинейных дифференциальных уравнений в частных производных. В 1965 году вместе с Норманом Забуски Крускал обратился к исследованию одного из канонических примеров из этого класса уравнений — уравнения Кортевега — де Фриза (КдФ), которое описывает волны на поверхности воды, длина которых намного превышает глубину водоёма или бассейна («теория мелкой воды»). Забуски и Крускал рассматривали модель КдФ как  континуальный предел известной проблемы Ферми — Паста — Улама (ФПУ) о волнах в одномерной цепочке связанных гармонических осцилляторов. Ещё до вывода уравнения КдФ Жозеф Буссинеск (1871) и лорд Рэлей (1876) получили выражения для одиночного волнового импульса, распространяющегося без изменения формы и скорости, а экспериментально образование в канале волны в форме одиночного горба наблюдалось Дж. Скоттом Расселом. Однако лишь численные расчёты Забуски и Крускала позволили выявить новые неожиданные свойства таких «уединённых» импульсов. Оказалось, что они устойчивы и ведут себя подобно частицам, не разрушаясь при прохождении друг через друга, а начальные возбуждения в системе распадаются на серию таких импульсов. Эти решения, названные Забуски и Крускалом солитонами (от англ. solitary — «уединённый»), стали первым примером такого рода нелинейных волн, встречающихся в различных физических, химических, биологических системах.
Обнаружение солитонов оказалось мощным стимулом для развития нелинейной динамики, в частности для разработки в течение следующих нескольких лет метода обратной задачи рассеяния. Основы этого метода были заложены в 1967 году в совместной статье Клиффорда Гарднера, Джона Грина, Мартина Крускала и Роберта Миуры, которые установили связь между нелинейным уравнением КдФ и линейным уравнением Шрёдингера (УШ), которое обычно используется для нахождения волновой функции в заданном «потенциале». Авторы свели задачу точного решения уравнения КдФ к обратной задаче для УШ по восстановлению (неизвестного) потенциала из (известных) характеристик волновой функции. Метод обратной задачи рассеяния, переформулированный Питером Лаксом в терминах так называемой пары Лакса, вскоре нашёл применение для интегрирования других нелинейных уравнений в частных производных, считавшихся нерешаемыми, и обнаружения у них солитонных решений. В серии работ 1960—1970-х годов Крускал с соавторами детально исследовал свойства уравнения КдФ и его обобщений, в частности следующие из него законы сохранения и иерархию уравнений в частных производных.
С 1980-х годов Крускал уделял большое внимание исследованию шести уравнений Пенлеве — обыкновенных дифференциальных уравнений (ОДУ) второго порядка, к которым можно перейти от солитонных уравнений при наличии определённых симметрий. Эти уравнения обладают так называемым свойством Пенлеве: все их решения однозначны вблизи подвижных особых точек. Марк Абловиц предложил использовать это свойство ОДУ для проверки интегрируемости исходных солитонных уравнений. Крускал упростил процедуру проверки и применил её к ряду важных физических случаев (например, к задаче о цепочке спинов в магнитном поле). Основываясь на асимптотическом анализе, вместе с Кларксоном он расширил процедуру проверки интегрируемости, включив в неё сразу много особых точек (так называемый poly-Painlevé test). В совместной работе с Налини Джоши Крускал, исходя из первых принципов, дал прямое доказательство свойства Пенлеве для уравнений Пенлеве. Глубокое понимание проблематики он применял и к решению частных задач, связанных с исследованием роста двумерных кристаллов или свойств некоторых полевых моделей.

### Прочие работы
На позднем этапе своей карьеры Крускал активно изучал так называемые сюрреальные числа. В частности, он внёс значительный вклад в определение и анализ структуры сюрреальных функций, установил связь между сюрреальными числами и асимптотикой, исследовал проблему существования определённых интегралов от сюрреальных функций.
Крускал уделял много внимания применению и развитию методов асимптотического анализа и даже ввёл специальный термин «асимптотология», которую считал отдельной областью науки и сформулировал её основные принципы. Согласно его определению, асимптотология — это «искусство обращения с прикладными математическими системами в предельных случаях».

## Награды и членства
- Премия Национальной академии наук США в области прикладной математики (1977)[27]
- Гиббсовская лекция (1979)[28]
- Член Национальной академии наук США (1980)[29]
- Член Американской академии искусств и наук (1983)[30]
- Премия Дэнни Хайнемана в области математической физики (1983) «за важный вклад в общую теорию относительности, физику плазмы и особенно в теорию некоторых специальных нелинейных дифференциальных уравнений, полезных во многих областях физики»[31]
- Медаль Говарда Поттса (1986) «за работу в области математической физики и творческое сочетание анализа и вычислений, а также за работу по свойствам солитонов»[32]
- Национальная научная медаль США (1993) «за лидерское влияние на нелинейную науку в течение более чем двух десятилетий в качестве главного архитектора теории солитонных решений нелинейных эволюционных уравнений»[33]
- Лекция Джона фон Неймана (1994)[4]
- Иностранный член Лондонского королевского общества (1997)[34]
- Почётный доктор Университета Хериота-Уатта (2000)[34]
- Иностранный член Российской академии естественных наук (2000)[4][34]
- Почётный член Эдинбургского королевского общества (2001)[34]
- Премия Максвелла Международного совета по промышленной и прикладной математике (2003) «за открытие частицеподобного поведения уединённых волн, которые он назвал солитонами; введение метода преобразования обратного рассеяния для решения начальной задачи для уравнения КдФ; и за многие другие достижения в математической физике»[35]
- Премия Стила (2006) за статью 1974 года «Korteweg‐deVries equation and generalizations. VI. Methods for exact solution»[36]

## Избранные публикации
Полный список публикаций Мартина Крускала можно найти в приложении к его биографии 2017 года.
- Kruskal M. D., Schwarzschild M. Some instabilities of a completely ionized plasma // Proceedings of the Royal Society of London. — 1954. — Vol. A223, № 1154. — P. 348—360. — doi:10.1098/rspa.1954.0120.
- Bernstein I. B., Greene J. M., Kruskal M. D. Exact nonlinear plasma oscillations // Physical Review. — 1957. — Vol. 108, № 3. — P. 546—550. — doi:10.1103/PhysRev.108.546.
- Bernstein I. B., Frieman E. A., Kruskal M. D., Kulsrud R. M. An energy principle for hydromagnetic stability problems // Proceedings of the Royal Society of London. — 1958. — Vol. A244, № 1236. — P. 17—40. — doi:10.1098/rspa.1958.0023.
- Kruskal M. D., Kulsrud R. M. Equilibrium of a magnetically confined plasma in a toroid // Physics of Fluids. — 1958. — Vol. 1, № 4. — P. 265—274. — doi:10.1063/1.1705884.
- Kruskal M. D., Oberman C. R. On the stability of plasma in static equilibrium // Physics of Fluids. — 1958. — Vol. 1, № 4. — P. 275—280. — doi:10.1063/1.1705885.
- Kruskal M. D., Johnson J. L., Gottlieb M. B., Goldman L. M. Hydromagnetic instability in a Stellarator // Physics of Fluids. — 1958. — Vol. 1, № 5. — P. 421—429. — doi:10.1063/1.1724359.
- Kruskal M. D. Maximal extension of Schwarzschild metric // Physical Review. — 1960. — Vol. 119, № 5. — P. 1743—1745. — doi:10.1103/PhysRev.119.1743.
- Kruskal M. D. Asymptotic theory of Hamiltonian and other systems with all solutions nearly periodic // Journal of Mathematical Physics. — 1962. — Vol. 3, № 4. — P. 806—828. — doi:10.1063/1.1724285. Русский перевод: Крускал М. Адиабатические инварианты: Асимптотическая теория уравнений Гамильтона и других систем дифференциальных уравнений, все решения которых приблизительно периодичны. — М.: Издательство иностранной литературы, 1962. — 92 с.
- Kruskal M. D. Asymptotology // Mathematical Models in Physical Sciences: Proceedings of the conference on mathematical models on physical sciences  / eds. S. Drobot, P.A. Viebrock. — Englewood Cliffs, N.J.: Prentice-Hall, 1963. — P. 17—48.
- Zabusky N. J., Kruskal M. D. Interaction of "solitons" in a collisionless plasma and the recurrence of initial states // Physical Review Letters. — 1965. — Vol. 15, № 6. — P. 240—243. — doi:10.1103/PhysRevLett.15.240.
- Gardner C. S., Greene J. M., Kruskal M. D., Miura R. M. Method for solving the Korteweg-deVries equation // Physical Review Letters. — 1967. — Vol. 19, № 19. — P. 1095—1097. — doi:10.1103/PhysRevLett.19.1095.
- Gardner C. S., Greene J. M., Kruskal M. D., Miura R. M. Korteweg‐deVries equation and generalizations. VI. Methods for exact solution // Communications on Pure and Applied Mathematics. — 1974. — Vol. 27, № 1. — P. 97—133. — doi:10.1002/cpa.3160270108.
- Jimbo M., Kruskal M. D., Miwa T. Painlevé test for the self-dual Yang-Mills equation // Physics Letters A. — 1982. — Vol. 92, № 2. — P. 59—60. — doi:10.1016/0375-9601(82)90291-2.
- Segur H., Kruskal M. D. Nonexistence of small-amplitude breather solutions in {\displaystyle \phi ^{4}} theory // Physical Review Letters. — 1987. — Vol. 58, № 8. — P. 747—750. — doi:10.1103/PhysRevLett.58.747.
- Kruskal M. D., Segur H. Asymptotics beyond all orders in a model of crystal growth // Studies in Applied Mathematics. — 1991. — Vol. 85, № 2. — P. 129—181. — doi:10.1002/sapm1991852129.
- Joshi N., Kruskal M. D. A direct proof that solutions of the six Painlevé equations have no movable singularities except poles // Studies in Applied Mathematics. — 1994. — Vol. 93, № 3. — P. 187—207. — doi:10.1002/sapm1994933187.